# Conculus
Conculus là một chi nhện trong họ Anapidae.